# Javier Ambrossi

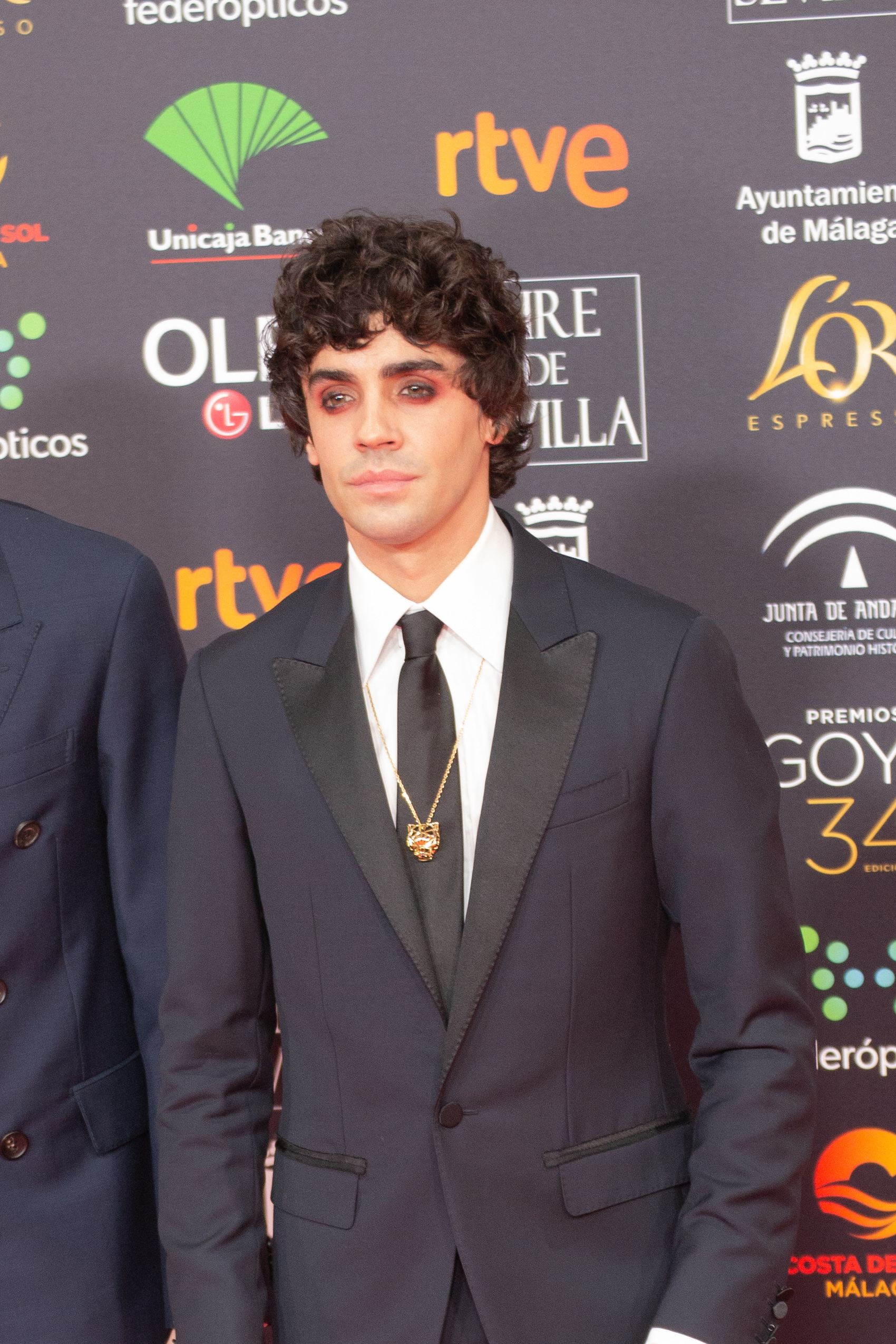
Javier Ambrossi 2020

Francisco Javier García de la Camacha Gutiérrez-Ambrossi (* 24. Juni 1984 in Madrid), besser bekannt als Javier Ambrossi, ist ein spanischer Schauspieler, Bühnen-, Film- und Fernsehregisseur und Autor. Er ist vor allem für die Kreation und Regie des Musicals La Llamada und dessen Verfilmung zusammen mit Javier Calvo sowie der Fernsehserien Paquita Salas und Veneno bekannt.

## Frühe Lebensjahre
Ambrossi wurde in Madrid geboren, studierte Journalismus an der Universität Complutense Madrid und Dramaturgie an der Real Escuela Superior de Arte Dramático. Seine jüngere Schwester Macarena García ist ebenfalls Schauspielerin.

## Werdegang
Ambrossi hatte Nebenrollen in einer Reihe von Fernsehserien, darunter El comisario, Amar en tiempos revueltos, Sin tetas no hay paraíso und Cuéntame cómo pasó.
Seit 2013 ist er Co-Regisseur von La lamada am Teatro Lara in Madrid, einem Musical, das er zusammen mit Javier Calvo kreiert hat. Im August 2015 wurde die mexikanische Produktion von La llamada im López Tarso Theater in Mexiko-Stadt mit einer mexikanischen Besetzung eröffnet. Im Juli 2016 wurde die von Ambrossi und Calvo kreierte Web-TV-Serie Paquita Salas auf Flooxer uraufgeführt. Aufgrund des Erfolgs der Serie erwarb Netflix die Rechte zur Ausstrahlung der zweiten Staffel der Serie.
Im September 2017 feierte die Verfilmung von La lamada unter der Regie von Ambrossi und Calvo in Spanien Premiere.
Zusammen mit Calvo wurde Ambrossi 2017 in El Mundos Liste der wichtigsten LGBT-Menschen in Spanien auf Platz 47 geführt.
Von Oktober 2017 bis Februar 2018 traten Ambrossi und Calvo beim Reality-TV-Talentwettbewerb Operación Triunfo als Schauspiellehrer in der "Academy" auf. Im Jahr 2020 wurde die von Ambrossi und Calvo erstellte biografische Fernsehserie Veneno auf Atresplayer Premium und HBO Max ausgestrahlt. Seit 2020 ist Ambrossi Panelist bei Mask Singer: Adivina quién canta, der spanischen Version der internationalen Musikspielshow Masked Singer. Am 1. März 2021 wurde Ambrossi als Juror für Drag Race España bekannt gegeben, der spanischen Version des Drag-Queen-Wettbewerbs Drag Race im Fernsehen.

## Privates
Ambrossi ist seit 2010 mit dem Schauspieler und Regisseur Javier Calvo liiert.

## Filmografie

### Filme

#### Schauspieler
El triunfo (2006)
Sexykiller, morirás por ella (2008)

#### Als Regisseur und Drehbuchautor
Veneno (Fernsehserie) (2020, acht Folgen)

### Fernseher

#### Schauspieler
| Jahr      | Serie                            | Kanal               | Person         | Episoden    |
| --------- | -------------------------------- | ------------------- | -------------- | ----------- |
| 2004      | El comisario                     | Telecinco           | Manu           | 1 Episode   |
| 2006      | Génesis: En la mente del asesino | Cuatro              | Tobias         | 1 Episode   |
| 2007      | Hermanos y detectives            | Telecinco           | Sebastian      | 1 Episode   |
| 2007–2008 | Amar tiempos revuletos           | La 1                | Sergio         | 6 Episoden  |
| 2008      | Sin tetas no hay paraíso         | Telecinco           | Gustavo        | 7 Episoden  |
| 2008–2009 | Maitena: Estados alterados       | La Sexta            | Charly         | 8 Episoden  |
| 2011–2012 | La cronicas de Maia              | Atresplayer         | Pablo          | 5 Episoden  |
| 2012      | La fuga                          | Telecinco           | Gallardo       | 1 Episode   |
| 2012      | Imperium                         | Antena 3            | Escalvo        | 1 Episode   |
| 2012      | Arrayan                          | Canal Sur           | Jessie         | 25 Episoden |
| 2014      | Ciega a citas                    | Cuatro              | Cristiano      | 19 Episoden |
| 2015–2016 | Cuentame como paso               | La 1                | Richi          | 11 Episoden |
| 2018      | Looser                           | Flooxer             | El mismo       | 1 Episode   |
| 2019      | La otra mirada                   | La 1                | Benito Padilla | 1 Episode   |
| 2020      | Física o química: El reencuentro | Atresplayer Premium | El mismo       | 1 Episode   |

#### Als Schöpfer, Drehbuchautor und Regisseur
Paquita Salas (2016; 2018-heute)
Veneno (2020, acht Folgen)

#### Als Produzent
Paquita Salas (2016; 2018-heute)
Looser (2018)
Terro y feria (2019)
Veneno (2020, acht Folgen)

#### Als Mitwirkender / Moderator
Fly Music. Moderator
Animax. Reporter
Likes. Mitarbeiter
Operación Triunfo. Dolmetscherlehrer 2017-2018.
El chat de Operación Triunfo 2017–2018
Trabajo temporal. Kandidat
Mask Singer: adivina quién canta. Jury
Drag Race Espana. Jury

### Theater
Windsor. Als Autor und Regisseur (2012)
Miss Fogones Universal Als Autor und Regisseur (2013)
La IIamada Als Autor und Regisseur mit Javier Calvo (2013-heute)

#### Schauspieler
Beaumarchais. Regie: Josep Maria Flotats mit Text von Sacha Guitry. (2010–2011)
¡A Saco¡. Regie Juan José Afonso mit Text von Joe Orton, Loot. (2010)
El enemigo de la clase. Regie Marta Angelat mit Text von Nigel Williams. (2007–2009)

## Auszeichnungen
Premios Goya
| Jahr | Kategorie                   | Film       | Resultat  |
| ---- | --------------------------- | ---------- | --------- |
| 2017 | Bestes adaptiertes Drehbuch | La IIamada | Nominiert |
| 2017 | Beste Regie                 | La IIamada | Nominiert |

Premios Feroz
| Jahr | Kategorie          | Film          | Resultat  |
| ---- | ------------------ | ------------- | --------- |
| 2017 | Beste Comedy-Serie | Paquita Salas | Gewonnen  |
| 2018 | Beste Komödie      | La IIamada    | Gewonnen  |
| 2019 | Beste Comedy-Serie | Paquita Salas | Nominiert |
| 2020 | Beste Comedy-Serie | Paquita Salas | Nominiert |

Medallas del Círculo de Escritores Cinematográficos
| Jahr | Kategorie                   | Film       | Resultat  |
| ---- | --------------------------- | ---------- | --------- |
| 2017 | Bestes adaptiertes Drehbuch | La IIamada | Nominiert |
| 2017 | Bester neuer Regisseur      | La IIamada | Nominiert |

Premios Fotogramas de Plata
| Jahr | Kategorie                            | Film       | Resultat |
| ---- | ------------------------------------ | ---------- | -------- |
| 2017 | Laut Lesern der beste spanische Film | La IIamada | Gewonnen |

Premios Ondas
2017 Beste Digital Broadcast Fiction-Serie: Paquita Salas Netflix. (Gewonnen)
2020 Beste nationale weibliche Fiction-Darstellerin: Jedet Sánchez, Daniela Santiago und Isabel Torres (ex aequo) für Veneno. (Gewonnen)